# Eugène Huet de Froberville
Eugène Huet de Froberville est un ethnographe et linguiste, né le 14 novembre 1815 à Port-Louis (Maurice) et mort le 8 janvier 1904 à Chailles (Loir-et-Cher). 
Dans les années 1840, il a mené une vaste étude sur les groupes et les langues de l’Afrique orientale au sud de l’équateur. Eugène Huet de Froberville est apparu, à postériori, comme l'un des premiers ethnographes français de l’Afrique orientale.
Il ne s'est jamais rendu sur le continent africain mais a conduit son enquête auprès d’anciens captifs africains déportés aux îles Mascareignes (Bourbon et Maurice).

## Origines
Eugène Huet de Froberville est issu d’une famille aristocratique française, les Huet de Froberville. 
Son grand-père Barthélemy Huet de Froberville (1761 - 1835), originaire de Romorantin-Lanthenay près de Blois, poursuit d'abord une carrière militaire. Il est envoyé à l'île Bourbon (La Réunion), puis à l'Île de France (Maurice), alors possession française, où il s'établit en quittant l'armée en 1784. Il rédige plusieurs ouvrages sur Madagascar, notamment un dictionnaire français-malgache et d'autres ouvrages, dont un roman épistolaire, Sidner ou les dangers de l'imagination, situé sur l'Île de France. 
Le deuxième enfant de Barthélémy, Pierre Prosper, naît en 1791 à Moka. En 1810 l'île passe sous le contrôle britannique sous le nom de Maurice, mais la famille Huet de Froberville y reste installée. En 1814, Pierre Prosper épouse Eugénie Bon (1797 - 1876), dont il aura deux enfants, Eugène puis Amélie morte très jeune (1821 - 1829). Il est propriétaire d'esclaves et fait fortune dans le commerce du sucre de canne avec la France.
Eugène naît le 14 novembre 1815 à Port Louis, capitale de Maurice. À la fin des années 1820, toute la famille Huet de Froberville revient s'établir en France, dans le Loir-et-Cher.
L'aisance financière héritée de son père lui permettra de se consacrer toute sa vie à la science et aux arts.

## Carrière
Au milieu des années 1840, il propose à la Société de Géographie de mener une étude sur « les races et les langues de l’Afrique de l’Est au sud de l’équateur ». 
Entre 1845 et 1847, il entreprend un long voyage dans les Mascareignes (Bourbon et Maurice), où il réalise des études d'ethnologie et de linguistique en interrogeant des esclaves et anciens esclaves sur leur ethnie d'origine. Il jouit de son nom et des nombreux contacts de sa famille avec les grandes familles coloniales restées sur place.
En novembre 1845, il réside à Bourbon, colonie sucrière française où l'esclavage est légal, chez deux familles propriétaires, les Lory et les de Tourris, à Saint-Denis, Sainte-Marie et Sainte-Suzanne. Il interroge des esclaves « A-Makoua » ou « Mozambiques », des termes génériques désignant tous les captifs déportés de l’Afrique orientale vers les Mascareignes. Il est alors convaincu de la nécessité d’abolir l’esclavage dans les colonies françaises.
De décembre 1845 à février 1847, il continue son étude auprès d'affranchis, à Maurice cette fois, où l'esclavage est interdit depuis une dizaine d'années, et remplacé par l'engagisme. Il concentre ses enquêtes à Port-Louis et une exploitation à La Barraque dans le sud de l’île.
Froberville cherche à mettre en évidence la diversité des « races » de l’Afrique orientale au sud de l’équateur (Mozambique, Tanzanie et Malawi). Il mesure les corps, fait des dessins des tatouages corporels et des moulages de bustes des anciens captifs africains (voir ci-dessous). Il interroge ses informateurs sur des données géographiques et linguistiques : vocabulaires, toponymes et ethnonymes,  mais aussi itinéraires, récits, contes, chants. Parmi environ 300 anciens captifs est-africains interrogés, Froberville distingue plus de 30 groupes linguistiques et réalise plusieurs cartes géographiques et ethnolinguistiques de l’Afrique orientale au sud de l’équateur. À Bourbon, il identifie les groupes Yao, Makua, Maravi et « Yambane », un terme générique utilisé pour désigner les captifs déportés depuis le port d’Inhambane au sud du Mozambique.
De retour en France, Froberville défend l’immigration de « travailleurs libres » africains pour mettre en valeur les colonies et régénérer l’Afrique, notamment auprès de François Guizot, ministre des Affaires étrangères. Pour les anthropologues du Muséum, l’étude de Froberville contribue à la « réhabilitation morale de la race nègre » au sein de l’espèce humaine. Froberville conçoit une unique espèce humaine tout en admettant une hiérarchie des races, au sommet de laquelle dominent les Européens, les « races noires » infériorisées étant, selon lui, perfectibles à leur contact. Froberville s'approprie ainsi le discours à la fois abolitionniste et monogéniste qui se diffuse dans les cercles libéraux et savants, et qui mobilise la race pour justifier le maintien de rapports de domination.
En 1850, à 34 ans, Eugène épouse Caroline Pouget de Saint-André, qui meurt peu après à l'âge de 19 ans.
Le 19 juillet 1864 à Mont-près-Chambord, il se marie avec Marie Lucie de Pétigny de Saint-Romain (1840 - 1913) dont il aura quatre enfants, Pierre (1865), Lucien (1867), Jules (1868) et Jeanne (1874).
Il meurt le 8 janvier 1904 à Chailles, à l'âge de 88 ans, ne s'étant jamais rendu sur le continent africain en dépit de l'objet de ses études. 

## Les bustes africains
En 1846 à Maurice, Eugène de Froberville réalise soixantaine-trois moulages en plâtre d'anciens esclaves "mozambiques". Sur certains des bustes ainsi collectés Froberville inscrit le nom, non pas des individus moulés, mais des ethnies qu'ils sont censés représenter. Ces bustes, expédiés en France en 1849, sont refusés par le Muséum à qui Froberville les destinait et sont finalement stockés dans la propriété familiale, le château de la Pigeonnière à Chailles. 
En 1934, le Muséum d’histoire naturelle de Blois achète 62 bustes de la collection Froberville à la famille. Ils sont transférés au château de Blois pendant la Seconde Guerre mondiale. En 1950, il en reste 53. Plus tard, la trace des moulages est perdue et on n'en connaît que des surmoulages conservés au musée de l’Homme, à Paris, mais ils sont redécouverts en 2018 par Klara Boyer-Rossol, et restaurés par Laure Cadot et Delphine Bienvenut. 
Une première exposition dématérialisée (photo et vidéo) de la collection de bustes est inaugurée le 1er septembre 2023 au Musée intercontinental de l'Esclavage (International Slavery Museum, ISM) à Port-Louis et intègre son parcours permanent. 
À l'automne 2024 les bustes font l'objet de l'exposition temporaire Visages d'ancêtres. Retour à l’île Maurice pour la collection Froberville. La majorité des individus sont identifés grâce au travail de recoupement de l'historienne Klara Boyer-Rossol,,.
En  2025 les bustes doivent être exposés, physiquement cette fois, au Musée intercontinental de l'Esclavage qui les accueillera pendant cinq ans. Certains descendants des personnes représentées participent à l'événement.

## Publications
Eugène Huet de Froberville est l'auteur de quelques notices et publications :
- Aperçus sur la langue malgache, par Eugène de Froberville, 1839
- Voyages à Madagascar et aux îles Comores (1823 à 1830.), par B.-F. Leguèvel de Lacombe. Précédé d'une notice historique et géographique sur Madagascar, par M. Eugène de Froberville, 1840
- Mémoires sur les progrès des découvertes géographiques dans l'île de Madagascar, par M. Eugène de Froberville, 1844

## Historiographie
En dehors de ses publications, la source principale des travaux sur Eugène Huet de Froberville sont les archives privées de la famille, notamment les notes qu'il a rédigées lors de son voyage de 1845-1847 : 11 carnets de terrain, 2 gros ouvrages de synthèse et une abondante correspondance. À partir de 2018, elles sont étudiées par l'historienne et curatrice Klara Boyer-Rossol, spécialiste des populations Makoa de Madagascar, en parallèle des bustes du château de Blois.
Ces archives personnelles ont été données par la famille aux Archives nationales d'outre-mer (ANOM) à Aix-en-Provence en 2023. Isabelle Dion, directrice des ANOM, et Maud Allera, responsable des fonds privés et d'entreprises aux ANOM, ont contribué à leur valorisation au moyen d'une édition, Histoire des archives Huet de Froberville. Itinéraires de manuscrits séculaires : Madagascar, Île Maurice, France chez Cicéron Éditions, 2024. 
Ces archives privées, et en particulier les carnets de « terrain » d’Eugène Huet de Froberville, ont permis à Klara Boyer-Rossol d'identifier parmi les esclavisés 5 personnes interrogées à Bourbon, et 135 interrogées à Maurice, en en retraçant les noms, origines, langues, pratiques culturelles et une partie de leurs trajectoires de vie, dans le but de leur rendre leur dignité, ainsi qu'à leurs descendants,.  